# Övre Mejvansjön
Övre Mejvansjön är en sjö i Lycksele kommun i Lappland och ingår i Umeälvens huvudavrinningsområde. Sjöns area är 0,06 kvadratkilometer och den befinner sig 300 meter över havet.